# Октобарска награда града Београда
Октобарска награда града Београда је била награда у разноврсним пољима уметности и културе коју је додељивала Скупштина града Београда сваке године у част дана ослобођења града Београда у Другом светском рату, 20. октобра. Одлука о установљењу награде је усвојена 20. октобра 1954, додељивана је до 1996. године. У 2003. наследила ју је Награда града Београда, која се додељује у априлу, од 2021. названа по деспоту Стефану Лазаревићу.
Град Београд је уз Октобарску додељивао и награду „Доситеј Обрадовић” за резултате у васпитно-образовној пракси. Ђаци и студенти су награђивани за радове. Награде су додељиване и за област физичке културе. Типичне области за награде из културе и науке биле су: књижевност и преводилаштво, примењене уметности, музика, архитектура и урбанизам, филмска уметност, позоришна уметност, математичко-физичке и техничке науке, друштвене науке, медицинске и биолошке науке. У 1984. су додати новинарство и производни рад, у 1988. награда за целокупно стваралаштво, тј. животно дело.
Списак добитника

## 1955-59.

### 1956.
Није било награда за науку јер се жири сматрао неквалификованим. За саставе ученика и студената на шест тема није било довољно одзива.
| Списак добитника Октобарских награда за 1956. годину: | Списак добитника Октобарских награда за 1956. годину:             |
| Награђени                                             | Област/Повод                                                      |
| ----------------------------------------------------- | ----------------------------------------------------------------- |
| Бранко Ћопић, књижевник                               | „Доживљаји Николетине Бурсаћа”                                    |
| Зора Петровић, сликар                                 | самостална изложба прошлог децембра                               |
| Миодраг Б. Протић, сликар                             | самостална изложба прошлог априла, Бијенале у Венецији            |
| Зулфикар Џумхур, карикатурист                         | карикатуре у „Политици” и страној штампи                          |
| Меланија Бугариновић, првакиња Београдске опере       | Марфа у „Хованшчини”, Кончаковна у „Кнезу Игору”, „Каћа Кабанова” |
| Михајло Јанковић и Угљеша Богуновић, архитекти        | нови стадион на Ташмајдану                                        |

### 1957.
| Списак добитника Октобарских награда за 1957. годину:                                | Списак добитника Октобарских награда за 1957. годину:      |
| Награђени                                                                            | Област/Повод                                               |
| ------------------------------------------------------------------------------------ | ---------------------------------------------------------- |
| Јован Бијелић, сликар                                                                | дела на самосталној изложби 1957                           |
| Милан Дединац, књижевник                                                             | „Од немила до недрага”                                     |
| Љубица Марић, композитор                                                             | симфонијска кантата „Песме простора”                       |
| проф. др Георгије Острогорски                                                        | „Историја Византије”                                       |
| арх. Милорад Пантовић, инж. Бранко Жежељ и инж. Милан Крстић                         | остварење Београдског сајма                                |
| Бранко Плеша                                                                         | Иван у „Браћи Карамазов”                                   |
| инж. Иван Шеварац, инж. Бранислава Перовић, инж. Будимир Дуњић и инж. Радомир Протић | пројекат електромагнетског сепаратора за издвајање изотопа |

### 1958.
| Списак добитника Октобарских награда за 1958. годину:                               | Списак добитника Октобарских награда за 1958. годину: |
| Награђени                                                                           | Област/Повод |
| ----------------------------------------------------------------------------------- | --- |
| Стеван Раичковић, књижевник                                                         | збирка песама „Касно лето” |
| Оскар Давичо, књижевник                                                             | роман „Радни наслов бескраја” |
| др Оскар Данон, дир. Опере                                                          | извођење сценског ораторијума „Горски Вијенац” од Н. Херцигоње и опере „Симонида” од С. Рајичића                                                                        |
| Мило Милуновић, сликар                                                              | самостална изложба јула 1958 |
| Бошко Карановић, Младен Србиновић и Стојан Ћелић                                    | допринос развоју наше савремене графике и заједничка изложба |
| проф. др Синиша Станковић                                                           | рад „Охридско језеро и његов живи свет” |
| проф. др Коста Петковић                                                             | рад „Тектонска грађа динарида Југославије” |
| др Вера Спасојевић                                                                  | производња вакцине против великог кашља |
| др Слободан Рибникар                                                                | рад „Обогаћење бора ретким изотопом масе 10” |
| инж. Бранко Церовац, инж. Миодраг Миљковић, инж. Петар Врбавац и инж. Миодраг Лукић | изградња лабораторије за пиезоелектричне кристале и освајање технолошког процеса испитивања кристалних јединки (Институт за испитивање електричних појава Никола Тесла) |

### 1959.
| Списак добитника Октобарских награда за 1959. годину: | Списак добитника Октобарских награда за 1959. годину:                                      |
| Награђени                                             | Област/Повод                                                                               |
| ----------------------------------------------------- | ------------------------------------------------------------------------------------------ |
| инж. Никола Хајдин                                    | нов метод примене матричног рачуна у теорији еластичности                                  |
| Радомир Плаовић, глумац                               | улога Јага у Шекспировом „Отелу”                                                           |
| Стојан Аралица, сликар                                | самостална изложба                                                                         |
| Лазар Возаревић, сликар                               | самостална изложба                                                                         |
| Душан Радић, композитор                               | Кантата за мушки хор, соло и оркестар „Ћеле - Кула”, на текст Васка Попе                   |
| Александар Обрадовић, композитор                      | симфонијски епитаф, за рецитатора, хор и оркестар на текст Славка Вукосављевића „Кадињача” |
| Боривоје Симић, диригент                              | нарочито за извођење „Свадбе” од Стравинског и дела југословенских аутора                  |

Награђено и девет студената и 16 средњошколаца за радове.

## 1960-64.

### 1960.
| Списак добитника Октобарских награда за 1960. годину:                                                 | Списак добитника Октобарских награда за 1960. годину:       |
| Награђени                                                                                             | Област/Повод                                                |
| --- | ----------------------------------------------------------- |
| др. инж. Никола Чинкловић                                                                             | рад „Полигонометријска мрежа града Београда”                |
| др Војислав Стојановић, др Исидор Папо и др Иво Поповић-Ђани                                          | увођење савремених метода кардио-васкуларне хирургије       |
| проф. др инж. Слободан Радосављевић, инж. Милосав Драгојевић, инж. Михаило Јацовић и инж. Лазар Јовић | технолошки процес за производњу силикона                    |
| др Љубинко Стојковић                                                                                  | производња вакцине против полиомиелита                      |
| Михајло Лалић, књижевник                                                                              | роман „Хајка”                                               |
| Бранко Миљковић, књижевник                                                                            | збирка песама „Ватра и ништа”                               |
| Радмила Бакочевић, члан Опере                                                                         | Татјана у „Евгенију Оњегину”                                |
| Марија Црнобори, члан ЈДП                                                                             | Ифигенија у „Ифигенији на Тауриди”                          |
| Љуба Тадић, члан НП                                                                                   | Рогожин у „Идиоту”                                          |
| Крешимир Барановић, композитор                                                                        | „Горан”, визија песника за рецитатора, сола, хор и оркестар |
| Ристо Стијовић, вајар                                                                                 | самостална изложба                                          |
| арх. Богдан Богдановић                                                                                | пројект Спомен гробља у Сремској Митровици                  |

### 1961.
| Списак добитника Октобарских награда за 1961. годину: | Списак добитника Октобарских награда за 1961. годину: |
| Награђени                                             | Област/Повод                                          |
| ----------------------------------------------------- | ----------------------------------------------------- |
| проф. др. Милош Ђурић                                 | „Историја хеленске етике”                             |
| проф. др Јован Ђорђевић                               | „Уставно право и политички систем Југославије”        |
| др. инг. Миодраг Обрадовић и др. инг. Дарко Стошић    | „Сточна храна Југославије”                            |
| Милан Ристић, композитор                              | „Трећа симфонија”                                     |
| Милорад Панић Суреп, књижевник                        | „Кад су живи завидели мртвима”                        |
| Ксенија Дивјак, сликар                                | дела на „Тријеналу” и изложби „Београдске групе”      |
| Љубомир Павићевић-Фис, графичар                       | опрема продуката прехрамбене индустрије               |
| Милосав Мија Алексић, члан ЈДП                        | Пришипкин у делу „Стеница”                            |
| Душан Поповић, члан Опере НП                          | Јаго у „Отелу”                                        |
| Александар Петровић, филмски редитељ                  | филм „Двоје”                                          |

### 1962.
| Списак добитника Октобарских награда за 1962. годину:          | Списак добитника Октобарских награда за 1962. годину:                                             |
| Награђени                                                      | Област/Повод                                                                                      |
| -------------------------------------------------------------- | ------------------------------------------------------------------------------------------------- |
| Никола Добровић, архитекта                                     | пројекат и обликовање зграде Генералштаба у Немањиној улици                                       |
| Рахела Ферари, члан ЈДП                                        | Еда у „Арсеник и старе чипке”                                                                     |
| Арса Јовановић, редитељ НП                                     | режија „Резервисте Александра Ривемала”                                                           |
| Јован Живановић, филмски редитељ                               | филм „Чудна девојка”                                                                              |
| Михаило Петров, сликар и графичар                              | изложба у Модерној галерији маја 1962                                                             |
| Велимир Лукић, књижевник                                       | драма „Окамењено море”                                                                            |
| др Душан Милачић, књижевник                                    | монографија „О Стендалу”                                                                          |
| Јелисавета Марковић                                            | превод романа „Кристина Лаврансова” од Сигрид Унд-Сет                                             |
| Младен Јагушт, диригент                                        | интерпретација Моцартовог „Реквијема”                                                             |
| Јован Јовичић, гитариста                                       | извођење сериозне музике и афирмација инструмента                                                 |
| проф. др инж. Никола Павићевић и инж. Петар Станкевић          | дело „Педолошке особине суботичко-хоргошке пешчаре”                                               |
| др Србољуб Стоиљковић                                          | примена достигнућа за сузбијање алкохолизма                                                       |
| проф. др Радован Самарџић                                      | дела „Велики век Дубровника” и „Београд и Србија у списима француских савременика 16. и 17. века” |
| проф. др инж. Драгиша Ивановић                                 | дело „О теорији релативности”                                                                     |
| инж. Милош Лукић                                               | успех на изради генералног решења аеродрома „Београд” и решења писта                              |
| проф. инж. Миладин Пећинар                                     | тунелско довођење пијаће воде из Макиша у Београд и други доприноси у хидротехници                |
| инжењери Љубомир Богдановић, др Душан Миловић и Живорад Ћертић | дело „Остварење брзог, солидног и економичног фундирања стамбених објеката у Новом Београду”      |

### 1963.
| Списак добитника Октобарских награда за 1963. годину: | Списак добитника Октобарских награда за 1963. годину:                    |
| Награђени                                             | Област/Повод                                                             |
| ----------------------------------------------------- | ------------------------------------------------------------------------ |
| проф. др Јован Марјановић                             | дело „Устанак и народноослободилачки покрет у Србији 1941”               |
| проф. др Славко Гавриловић                            | дело „Срем у револуцији 1848-49”                                         |
| др Сава Љубисављевић                                  | дело „О епидемиологији туберкулозе радника и службеника Београда”        |
| прим. др Владислав Клајн                              | рад на неурозама, монографија „Неурозе - теорија и клиничка пракса”      |
| академици Павле Савић и Радивоје Кашанин              | дело „Понашање материјала под високим притисцима”                        |
| Ерик Кош, књижевник                                   | збирка приповедака „Прво лице једнине”                                   |
| Миодраг Павловић, књижевник                           | књига драмских текстова „Игра безимених”                                 |
| Лазар Вујаклија, сликар                               | самостална изложба таписерије, слика и литографије                       |
| Радмила Андрић, члан драме Савременог позоришта       | Барблина у драми „Андора” од Макса Фриша                                 |
| Раде Марковић, глумац                                 | Криваљ у филму „Радопоље”                                                |
| Младен Сабљић, редитељ НП                             | режија Вердијевог „Набука”                                               |
| Мира Глишић, сликар костима у ЈДП                     | костимографија „Игре љубави и случаја”, „Говор цвећа” и „Дантонова смрт” |
| Богдан Бабић, диригент                                | резултати са хором „Бранко Крсмановић”                                   |
| Борислав Радовић, књижевник                           | превод поеме „Море кази” од Сен Џон Перса                                |

### 1964.
| Списак добитника Октобарских награда за 1964. годину:   | Списак добитника Октобарских награда за 1964. годину:                      |
| Награђени                                               | Област/Повод                                                               |
| ------------------------------------------------------- | -------------------------------------------------------------------------- |
| проф-и др-и Милан Будимир и Мирон Флашар                | „Преглед римске књижевности”                                               |
| Љиљана Крстић                                           | Марта у „Ко се боји Вирџиније Вулф” у Атељеу 212                           |
| Жика Митровић и Арсен Диклић                            | филм „Марш на Дрину”                                                       |
| Андреја Прегер, пијаниста                               |                                                                            |
| Радомир Дамњановић - Дамњан                             | изложба у Галерији КНУ                                                     |
| проф. др Војислав Ј. Ђурић                              | дело „Дубровачка сликарска школа”                                          |
| проф. др Павле Димитријевић                             | дело „Правоснажност управних аката”                                        |
| проф. др инж. Тихомир Алексић                           | рад на остварењу логичког система књиговодствене електронске машине Цер-20 |
| група девет аутора                                      | студија „Дунав и Сава код Београда”                                        |
| др Мирослав Симић и др Војин Шљивић                     | значајан допринос познавању механизама синтезе антитела                    |
| др Александар Ђокић                                     | нова сорта пшенице „Хибрид 013”                                            |
| арх. Михајло Митровић                                   | реализација објекта одмаралишта на Златибору                               |
| Мирко Сандић, ватерполиста                              |                                                                            |
| Миљан Миљанић, фудбалски тренер                         |                                                                            |
| Чедомир Вучковић, наставник физичког у ОШ Марија Бурсаћ |                                                                            |
| Влада Бјелић, предс. пливачког клуба Партизан           |                                                                            |

## 1965-69.

### 1965.
| Списак добитника Октобарских награда за 1965. годину: | Списак добитника Октобарских награда за 1965. годину:                         |
| Награђени                                             | Област/Повод                                                                  |
| ----------------------------------------------------- | ----------------------------------------------------------------------------- |
| Петар Џаџић, књижевник                                | студија „Бранко Миљковић или неукротива реч”                                  |
| Јован Кратохвил, вајар                                | самостална изложба и споменик изгинулим совјетским ратним ветеранима на Авали |
| Енрико Јосиф, композитор                              | „Симфонија у једном ставу”                                                    |
| арх. Иван Антић и арх. Иванка Распоповић              | реализација Музеја савремене уметности у Новом Београду                       |
| Пуриша Ђорђевић, режисер                              | филм „Девојка”                                                                |
| Јован Милићевић                                       | улога Томаса Мора у истоименој драми                                          |
| др Сима Ћирковић                                      | „Историја средњовековне босанске државе”                                      |
| др Георгије Михаиловић                                | „Српска библиографија 18. века”                                               |
| петорица инжењера                                     | синтеровање, кинетика и термодинамика реакција у чврстом стању                |
| шесторица инжењера                                    | пројекат и остварење Моста преко Дунава у Београду                            |
| проф. др Станоје Стефановић                           | монографија „Болест јетре”                                                    |
| проф. др пук. Винко Арнери                            | „Нов метод реконструкције кожног ефовагуса”                                   |

### 1966.
| Списак добитника Октобарских награда за 1966. годину: | Списак добитника Октобарских награда за 1966. годину:                                                           |
| Награђени                                             | Област/Повод |
| ----------------------------------------------------- | --- |
| Зоран Глушчевић, књижевник                            | књига есеја „Путеви хуманитета”                                                                                 |
| Предраг Пеђа Милосављевић                             | самостална изложба                                                                                              |
| Олга Јовановић, пијанисткиња                          | тумачење концерта бр. 1 Јоханеса Брамса                                                                         |
| проф. арх. Богдан Богдановић                          | Спомен-комплекс у Јасеновцу                                                                                     |
| Владан Слијепчевић, редитељ                           | филм „Штићеник”                                                                                                 |
| Бранко Плеша, члан Атељеа 212                         | глума и режија у „Дактилографима” и „Тигру” од Мјуријела Шизгала                                                |
| академик проф. Светозар Радојчић                      | дело „Старо српско сликарство”                                                                                  |
| проф. др Војин Милић                                  | дело „Социолошки метод”                                                                                         |
| проф. др Миленко Шушић и др Драган Веселиновић        | рад „Комплексна једињења аскорбинске киселине са јонима метала и њихова примена у физичко-хемијској анализи”    |
| др инж. Богосав Ковачевић                             | рад „Високонапонски катодни осцилограф за проучавање врло брзих електричних појава са четири електронска млаза” |
| проф. др Милутин Стефановић                           | нове синтезе у области стероидних једињења                                                                      |
| др потпук. Момчило Митровић                           | достигнућа у области вестибуларног апарата                                                                      |
| Стеван Хорват, рвач                                   | |
| Ранко Жеравица, тренер кошаркашке репрезентације      | |
| Крсто Лошић, проф. физичког васпитања гимназије       | |
| Радивоје Марковић, спортски новинар                   | |
| Вукота Ћетковић, потпред. КК Раднички                 | |
| Бранко Мирковић, предс. Боксерског савеза Југославије | |

### 1967.
| Списак добитника Октобарских награда за 1967. годину:              | Списак добитника Октобарских награда за 1967. годину:                                                               |
| Награђени                                                          | Област/Повод |
| ------------------------------------------------------------------ | --- |
| Драгослав Михаиловић                                               | збирка приповедака „Фреде лаку ноћ”                                                                                 |
| Ото Лого, скулптор                                                 | самостална изложба                                                                                                  |
| Боро Драшковић, режисер                                            | „Прљаве руке” од Сартра                                                                                             |
| Василије Мокрањац, композитор                                      | „Симфонија ин Еф”                                                                                                   |
| арх. Бранислав Јовин, арх. Предраг Љубичић, инж. Стеван Милинковић | кеј-шеталиште на левој обали Саве                                                                                   |
| Крсто Шканата, редитељ                                             | филм „Ратниче вољно”                                                                                                |
| др Јованка Калић-Мијушковић                                        | дело „Београд у средњем веку”                                                                                       |
| проф. др Драгослав Јанковић                                        | дело „Југословенско питање и Крфска декларација 1917. године”                                                       |
| проф. др Георгије Хајдин                                           | рад „Сабирни канали са равномерним протицајем”                                                                      |
| проф. др инж. Јован Сурутка и мг. инж. Бранко Поповић              | радови у области теорије линеарних антена                                                                           |
| прим. др Загорка Перовић                                           | дело „Реуматологија”                                                                                                |
| др Ђорђе Панић                                                     | дело „Утицај биолошких положаја стабала и изграђености њихових круна на продуктивност букових састојина на Руднику” |

### 1968.
| Списак добитника Октобарских награда за 1968. годину: | Списак добитника Октобарских награда за 1968. годину:                                 |
| Награђени | Област/Повод                                                                          |
| --- | ------------------------------------------------------------------------------------- |
| Скендер Куленовић, књижевник | збирка песама „Сонети”                                                                |
| Миховил Логар, композитор | дело „Дупли концерт за кларинет, хорну и оркестар”                                    |
| Душан Макавејев, редитељ | филм „Невиност без заштите”                                                           |
| Љубиша Јовановић, драмски уметник | остварења у „Јунони и Пауну” и „Повратку”                                             |
| Александар Томашевић, сликар | изложба у галерији УЛУС                                                               |
| проф. др Вук Павићевић | дело „Основи етике”                                                                   |
| проф. др Милић Грујић | дело „Туберкулоза плућа”                                                              |
| арх-и Никола Добровић, Милорад Мацура, Станко Мандић, Милош Сомборски, Вид Врбанић, Бранко Петричић, Александар Ђорђевић, Урош Мартиновић и Милутин Главички | урбанистичке концепције и решења по којима се гради Нови Београд                      |
| проф. др Александар Деспић, др Драгутин Дражић, инж. Гордана Савић - Маглић, инж. Игор Кадија, инж. Радослав Аџић, Лазар Воркапић                            | рад на „Галванском форивном спрегу са прашкастим електродама”                         |
| инж. Добросав Јевтић | дело „Доприноси прорачуну статички неодређених конструкција од пренапрегнутог бетона” |
| Наталија Шљепица, гимнастичарка |                                                                                       |
| Боривоје Ценић, тренер КК Раднички и женске репрезентације                                                                                                   |                                                                                       |
| Љубомир Нешић, проф. физ. васп. 13. гимназије |                                                                                       |
| Милан Тавчар, предс. АК Црвена Звезда |                                                                                       |
| Бошко Станишић, уредник Вечерњих новости |                                                                                       |

### 1969.
| Списак добитника Октобарских награда за 1969. годину: | Списак добитника Октобарских награда за 1969. годину:       |
| Награђени                                             | Област/Повод                                                |
| ----------------------------------------------------- | ----------------------------------------------------------- |
| Слободан Селенић, књижевник                           | роман „Мемоари Пере богаља”                                 |
| Марко Крсмановић, сликар и графичар                   | самостална изложба                                          |
| Димитрије Парлић, кореограф                           | балет „Шеста симфонија” и „Себастијан” у НП                 |
| арх-и Угљеша Богуновић и Слободан Јањић               | пројекат и остварење зграде „Политике”                      |
| Павле Вујисић, глумац                                 | улога у „Догађају”                                          |
| Љуба Тадић, глумац                                    | комади „Зли дуси” и „Сократова одбрана и смрт”              |
| академик проф. Михаило Михаиловић                     | проучавање оксидационих процеса код цикличких система       |
| проф. др Растко Стојановић                            | рад „Дислокације у уопштеном еластичном Корсера-континууму” |
| академик проф. Милутин Ђуришић                        | експериментални радови око туберкулозе                      |
| проф. др Момчило Којић                                | радови из области еколошке физиологије                      |
| проф. др Милан Милутиновић                            | дело „Криминологија”                                        |
| проф. др Најдан Пашић                                 | дело „Класе и политика”                                     |

## 1970-74.

### 1970.
| Списак добитника Октобарских награда за 1970. годину:                            | Списак добитника Октобарских награда за 1970. годину:                                                                                       |
| Награђени                                                                        | Област/Повод |
| -------------------------------------------------------------------------------- | --- |
| Антоније Исаковић                                                                | књига приповедака „Празни брегови” |
| Душан Ристић                                                                     | изложба „Декор и сценски костими” |
| Миодраг Азањац, Егон Готвалд, Ернест Ачкун, Маријан Болфан и Стјепан Рабузин     | чланови Београдског дувачког квинтета |
| Милена Дравић                                                                    | улога у филму „Бициклисти” |
| Петар Банићевић                                                                  | улога Атахуалпе у комаду Питера Шефера „Краљевски лов на сунце”                                                                             |
| инж. арх. Милан Лојаница, инж. арх. Боривоје Јовановић и инж. арх. Предраг Цагић | пројект стамбеног блока на Јулином брду |
| проф. др Фанула Папазоглу                                                        | дело „Средњобалканска племена у предримско доба”                                                                                            |
| проф. др Драгослав Срејовић                                                      | дело „Лепенски вир” |
| проф. др Владимир Вукмановић, доц. др Милан Тодоровић и др Видосава Георгијевић  | проналазак и усавршавање методе повећавања осетљивости спектрохемијских анализа применом спољних магнетских поља на плазму електричног лука |
| др Борислав Џоџ                                                                  | дело „Преносне матрице за аксијално оптерећење греде положене на еластичну подлогу”                                                         |
| академик Младен Јосифовић са 11 сарадника                                        | дело „Флора Србије” |
| академик Божидар Ђорђевић са 13 сарадника                                        | дело „Први резултати проучавања епидемиологије коронарне болести у три различите популационе групе у Србији”                                |

Награђено и тридесет четворо ученика и студената (нпр. будући новинар Ејуб Штитковац) и шесторо за физичку културу, међу којима Снежана Хрепевник, атлетичарка и Љубомир Ивановић Геџа, тренер репрезентације у рвању.

### 1971.
| Списак добитника Октобарских награда за 1971. годину: | Списак добитника Октобарских награда за 1971. годину:                            |
| Награђени                                             | Област/Повод                                                                     |
| ----------------------------------------------------- | -------------------------------------------------------------------------------- |
| Матија Бећковић                                       | књига песама „Рече ми један чоек”                                                |
| Драгослав Стојановић-Сип                              | ретроспективна изложба                                                           |
| Владан Радовановић                                    | композиција „Evolution за 18 гудача”                                                      |
| Михаило Јанкетић                                      | Раскољников у „Злочину и казни” у ЈДП и Чедомир Илић у истоименој ТВ реализацији |
| Живојин Павловић                                      | филм „Црвено класје”                                                             |
| Мирко Јовановић                                       | стамбено насеље у ул. Кнеза Вишеслава                                            |
| др Александар Костић                                  | „Медицински речник”                                                              |
| др Спасоје Булатовић                                  | најновија достигнућа у помологији                                                |
| др Милан Ђурић                                        | пројектовање новог моста преко Саве у Београду                                   |
| Јован Катанић и Бранислав Јовин                       | пројектовање ауто-пута кроз Београд с прикључним петљама                         |
| академик Ђорђе Лазаревић                              | теорија и пракса армирано-бетонских конструкција                                 |
| др Петар Ђорђић                                       | дело „Историја српске ћирилице”                                                  |
| др Бранислав Шошкић                                   | књига „Расподела дохотка у тржишној привреди”                                    |

Жири је био под притиском да се награда не додељује Матији Бећковићу. „Поједини грађани” су писмима или преко штампе изразили негодовање због награда неким ауторима.

### 1972.
| Списак добитника Октобарских награда за 1972. годину: | Списак добитника Октобарских награда за 1972. годину:                                  |
| Награђени                                             | Област/Повод                                                                           |
| ----------------------------------------------------- | -------------------------------------------------------------------------------------- |
| Радомир Константиновић, књижевник                     | огледи „Биће и језик”                                                                  |
| Стојан Ћелић, сликар                                  | изложба у КЦБ                                                                          |
| Ђурђевка Чакаревић, првакиња опере                    | солистички концерт априла 1972                                                         |
| Данило Бата Стојковић, драмски уметник                | представа „Плеј Стриндберг”                                                            |
| поч. Иво Куртовић, архитекта                          | решење зграде Народне библиотеке                                                       |
| Велимир Бата Живојиновић, филмски глумац              | филмови „Мајстор и Маргарита” и „Трагови црне девојке” и ТВ серија „Грађани села Луга” |
| проф. др Драгомир Виторовић                           | органско-геохемијска истраживања седимената различитог порекла                         |
| проф. др Зоран Зарић                                  | статистичке студије турбуленције у близини зида                                        |

### 1973.
| Списак добитника Октобарских награда за 1973. годину:          | Списак добитника Октобарских награда за 1973. годину:                                                     |
| Награђени                                                      | Област/Повод                                                                                              |
| -------------------------------------------------------------- | --- |
| Ристо Тошовић, књижевник                                       | збирка песама „Из вилин гаја”                                                                             |
| Матија Вуковић, вајар                                          | самостална изложба                                                                                        |
| Петар Тошков, виолиниста                                       | концерт за виолину и оркестар Албана Берга                                                                |
| инж. арх. Слободан Милићевић                                   | пројект хотела „Кроација” у Цавтату                                                                       |
| Влатко Гилић, филмски редитељ                                  | документарни филм „Љубав”                                                                                 |
| Мирослав Беловић, позоришни редитељ                            | комедија „Мистер Долар”                                                                                   |
| проф. др Љубомир Максимовић                                    | дело „Византијска провинцијска управа у доба Палеолога”                                                   |
| др Никола Коњевић, др Михајло Платиша и др Јагош Пурић         | дело „Штарково ширење и померај спектралних линија у плазми”                                              |
| проф. др Слободан Шушић, инж. Гојко Кукић и инж. Весна Синобад | дело „Студија о проблему кристализације сахарозе из нечистих раствора”                                    |
| др Јован Вучо и др Радмила Анастасијевић                       | дело „Рефлексна активација спиралних моторних неурона за време вибрирања мишића и активност у гама петљи” |
| проф-и др Данило Пејин и др Душанка Љесов                      | дело „Производне функције основних ратарских усева у зависности од утрошка минералних ђубрива”            |

Међу шесторицом награђених за физичку културу су инж. Милун Маровић, члан КК Раднички, Војин Костја Ђурашиновић, спортски радник, Предраг Кнежевић, спортски новинар Радио Београда и др Бранислав Нешовић, лекар-специјалиста спортске медицине.

### 1974.
| Списак добитника Октобарских награда за 1974. годину:                            | Списак добитника Октобарских награда за 1974. годину:                         |
| Награђени                                                                        | Област/Повод                                                                  |
| -------------------------------------------------------------------------------- | ----------------------------------------------------------------------------- |
| Бранимир Шћепановић, књижевник                                                   | роман „Уста пуна земље”                                                       |
| Младен Србиновић, сликар и графичар                                              | самостална изложба у КЦБ                                                      |
| Зденко Марасовић, пијаниста                                                      | реситал у „Кругу 101” и извођење I концерта за клавир и оркестар Чајковског   |
| арх. Иван Антић                                                                  | пројекат и реализација Спортско-рекреативног центра „25 мај”                  |
| Здравко Велимировић, филмски редитељ                                             | филм „Дервиш и смрт”                                                          |
| Милош Жутић, драмски уметник                                                     | улога Парона Фурте у „Рибарским свађама”                                      |
| група 46 аутора                                                                  | дело „Историја Београда”                                                      |
| др инж. Милан Јакшић, мр инж. Радослав Атанасоски и дипл. инж. Бранислав Николић | развој технологије за индустријску електролитичку производњу алкалних хлората |
| академик Мирослав Ненадовић                                                      | дело „Стабилност и управљивост летилица”                                      |
| др Божидар Ђорђевић                                                              | реализација колективног дела „Урођене срчане мане”                            |
| др Сава Петковић и др Станислав Букуров                                          | реализација колективног дела „Хирургија”                                      |

## 1975-79.

### 1975.
| Списак добитника Октобарских награда за 1975. годину:                                                          | Списак добитника Октобарских награда за 1975. годину:                                                                                          |
| Награђени | Област/Повод |
| --- | --- |
| Младен Марков, књижевник                                                                                       | збирка приповедака „Жабљи скок” |
| Богдан Кршић                                                                                                   | изложба цртежа и графике из циклуса „Бенвенуто Челини” и увод и опрема књиге Роберта Грејвса „Упутство орфичком искушенику”                    |
| Живојин Здравковић, диригент                                                                                   | извођење дела Чајковског и Сибелијуса на концертима БФ                                                                                         |
| Миливоје Милошевић, редитељ                                                                                    | документарни филм „Де Јонгови” |
| арх-и Божидар Јанковић и Александар Стјепановић                                                                | пројекат и реализација ФДУ у Новом Београду |
| Зоран Радмиловић, драмски уметник                                                                              | улога у „Молијеру” Атељеа 212 |
| академик др Радомир Лукић                                                                                      | дело „Социологија морала” |
| проф. др Андреј Митровић                                                                                       | дело „Време нетрпељивих - политичка историја великих држава Европе 1919-1939”                                                                  |
| др Славољуб Марјановић, мр Светомир Ојданић, инж. Георгије Константинов, инж. Данило Поповић и мр Милан Хрушка | теорија и пројектовање електронских рачунских машина                                                                                           |
| проф. др Милосав Марјановић                                                                                    | радови „О нумеричким инваријантама нул-димензионих простора” и „Нумеричке инваријанте нул-димензионих простора и њихово картезијанско множење” |
| проф. др Владимир Пантић                                                                                       | радови „Специфичност ћелија хипофизе и регулација њихове активности” и „Цитофизиологија тироидних ћелија”                                      |
| др Милорад Јапунџић и др Иванка Јапунџић                                                                       | рад „Утицај прегненолон-16-алфа-карбонитрала на хипофизно-тироидни систем и метаболизам тироксина”                                             |

### 1976.
| Списак добитника Октобарских награда за 1976. годину:                 | Списак добитника Октобарских награда за 1976. годину:                             |
| Награђени                                                             | Област/Повод                                                                      |
| --------------------------------------------------------------------- | --------------------------------------------------------------------------------- |
| Драган Јеремић                                                        | књига есеја „Сновање и стварање”                                                  |
| Душан Петричић, илустратор                                            | изложба у Галерији графичког колектива                                            |
| Витомир Трифуновић, композитор                                        | „Концерт за виолину и оркестар”                                                   |
| група 11 аутора                                                       | „Студија о подручју Кнез Михаилове улице у Београду”                              |
| Горан Паскаљевић, редитељ                                             | филм „Чувар плаже у зимском периоду”                                              |
| Мира Траиловић                                                        | режија „Чуда у Шаргану” Љ. Симовића                                               |
| др Александар Грубић                                                  | монографија „Геологија југословенских боксита”                                    |
| др Наим Афгану                                                        | монографија „Прегрејање течности при кључању”                                     |
| проф. др Миодраг Поповић                                              | књига „Видовдан и часни крст”                                                     |
| др Иван Ивић, Милан Милинковић, мр Ружица Росандић и др Вера Смиљанић | дело „Развој и мерење интелигенције”                                              |
| др Славка Морић-Петровић                                              | монографија „Хромозомска аномалија човека - Довнов синдром”                       |
| проф. др Владислава Варагић и проф. др Душан Кептери                  | радови о функцији цикличног аденозин монофосфата и цикличног гуанидин монофосфата |

### 1977.
| Списак добитника Октобарских награда за 1977. годину:                                             | Списак добитника Октобарских награда за 1977. годину:                     |
| Награђени                                                                                         | Област/Повод                                                              |
| ------------------------------------------------------------------------------------------------- | ------------------------------------------------------------------------- |
| Александар Вучо                                                                                   | роман „И тако, даље омаме”                                                |
| проф. Божидар Продановић                                                                          | самостална изложба акварела и цртежа у „Цвијети”                          |
| Милка Стојановић                                                                                  | улога Елзе у Вагнеровој опери „Лоенгрин”                                  |
| арх. Стојан Максимовић, арх. Александар Шалетић, инж. Радомир Михаиловић и инж. Милутин Довијанић | Конгресни центар „Сава” у Београду                                        |
| Александар Илић, филмски редитељ                                                                  | сценарио, режија и монтажа краткометражног филма „Маљ”                    |
| Дејан Мијач, позоришни редитељ                                                                    | драма „Пучина” Б. Нушића у ЈДП                                            |
| др инж. Милан Ћаловић                                                                             | рад „Мултиваријабилни системски приступ аутоматске регулације производње” |
| група седам аутора                                                                                | рад „Електронске телефонске централе мањег капацитета”                    |
| проф. Бранко Петрановић                                                                           | студија „АВНОЈ - револуционарна смена власти 1942-1945”                   |
| проф. Војислав Кораћ                                                                              | студија „Студеница Хвостанска”                                            |
| проф. Милан Марковић                                                                              | дело „Биолошка природа ортодонције”                                       |
| група пет аутора                                                                                  | студија „Земљиште југоисточног Срема”                                     |

Међу десеторо награђених из физичке културе су Ратко Рудић, члан ВК Партизан, проф. Александар Николић, тренер кошаркашке репрезентације и Обрад Белошевић, интернационални кошаркашки судија.

### 1978.
| Списак добитника Октобарских награда за 1978. годину:       | Списак добитника Октобарских награда за 1978. годину:                                                                                             |
| Награђени                                                   | Област/Повод |
| ----------------------------------------------------------- | --- |
| Едвард Кардељ                                               | дело „Правци развоја политичког система социјалистичког самоуправљања”                                                                            |
| Душан Матић, књижевник                                      | збирка песама „Муњевити мир” |
| Љубица Сокић                                                | ретроспективна изложба у „Цвијети” |
| Оливера Ђурђевић                                            | рецитал на чембалу прошле године на Бемусу |
| Божидар Јанковић, Бранислав Караџић и Александар Степановић | реализација ОШ „Седам секретара СКОЈ-а” |
| Предраг Голубовић, филмски редитељ                          | филм „У предаху” |
| Миленко Маричић                                             | режија драме „Камен за под главу” М. Новковић у Атељеу 212                                                                                        |
| Радивоје Петровић                                           | књига „Специјалне методе у оптимализацији система”                                                                                                |
| проф. др Веселинка Шушић                                    | монографија „Будност, спавање и сањање” |
| проф. др Милка Пљакић                                       | монографија „Психолошко-биографски односи примитивних еволутивних серија нижих онисцоида Југославије, посебно елемената кавелникове фауне Србије” |

Међу осморо награђених из области физичке културе су Ненад Стојковић, члан ФК Партизан и Страхиња Алагић, тренер КК Црвена Звезда.

### 1979.
| Списак добитника Октобарских награда за 1979. годину: | Списак добитника Октобарских награда за 1979. годину:   |
| Награђени                                             | Област/Повод                                            |
| ----------------------------------------------------- | ------------------------------------------------------- |
| Милан Цмелић, сликар                                  | изложба у Галерији КЦБ                                  |
| Петар Озгијан, композитор                             | дело „Ноктурно за гудаче”                               |
| Дејан Настић                                          | пројект Саобраћајног факултета у Београду               |
| Љубиша Самарџић                                       | улога Милуна у филму „Бошко Буха”                       |
| Предраг Манојловић                                    | улога Калигуле у истоимено Камијевој драми НП           |
| др Миомир Вукобратовић и мр Драган Стокић             | књига „Динамичко управљање манипулаторима”              |
| Пуниша Перовић                                        | књига „Преглед историје међународног радничког покрета” |
| Милка Чанак-Медић                                     | књига „Гамзиград”                                       |
| група осам аутора                                     | књига „Биљне заједнице и станишта Старе планине”        |
| др Димитрије Миловановић                              | књига „Медицинска етика”                                |

Збирка приповедака „Илинштак” Јована Радуловића је проглашена најбољом у области књижевности и преводилаштва али награда није додељена јер „није предложена на време” или је додела забрањена. Додељене су и уобичајене награде за стручне и научне радове студената, радове и успехе ученика, резултате у школству „Доситеј Обрадовић” и остварења у физичкој култури.

## 1980-84.

### 1980.
| Списак добитника Октобарских награда за 1980. годину: | Списак добитника Октобарских награда за 1980. годину: |
| Награђени                                             | Област/Повод |
| ----------------------------------------------------- | --- |
| Милован Данојлић, књижевник                           | дело „Змијин свлак” |
| Ана Бешлић, вајар                                     | самостална изложба „Варијације на тему портрета” у КЦБ |
| Зорица Димитријевић, пијанисткиња                     | клавирски рецитал „Портрет Василија Мокрањца” |
| Светислав Личина, архитекта                           | пројекат Трговинског центра „Дрина” у Лозници |
| Срђан Карановић                                       | сценарио и режија филма „Петријин венац” |
| Оливера Марковић                                      | улога Цане у представи Милана Митића „За опело - у ред молим” и гђе Лазић у Нушићевом „Ујежу” |
| проф. Боривоје Стојковић                              | дело „Историја српског позоришта од средњег века до модерног доба” |
| проф. др Радмила Стојановић                           | дело „Управљање развојем у самоуправном друштву” |
| проф. др Милоје Девечерски                            | дело „Диабетес Мелитус” (Шећерна болест) |
| доц. др Драгутин Савић                                | дело „Инверзија у региону лактозног гена бактерија ешерихиа коли” |
| проф. др Милић Стојић                                 | дела „Пројектовање ПИ регулатора за систем аутоматског управљања применом методе инверзних Никвистонових дијаграма” и „Развој и могућности практичне примене савремених метода управљања мултиваријабилним системима” |

### 1981.
| Списак добитника Октобарских награда за 1981. годину: | Списак добитника Октобарских награда за 1981. годину:                                       |
| Награђени                                             | Област/Повод                                                                                |
| ----------------------------------------------------- | ------------------------------------------------------------------------------------------- |
| Бранимир Живојиновић, преводилац                      | превод „Фауста” Ј. В. Гетеа                                                                 |
| Зоран Павловић, сликар                                | самостална изложба у Нишу                                                                   |
| Слободан Атанацковић, композитор                      | дело „Акатист”                                                                              |
| Дарко Марушић, Миленија Марушић и Недељко Боровница   | стамбено насеље Церак виногради                                                             |
| Слободан Шијан, филмски редитељ                       | филм „Ко то тамо пева”                                                                      |
| Петар Краљ, глумац                                    | улога Ванека у „Аудијенцији и вернисажу” Вацлава Хавела                                     |
| др Слободан Маринковић                                | проучавање физичко-хемијских процеса значајних за добијање савремених угљеничних материјала |
| проф. др Мирко Јосифовић                              | дело „Основи структуралне анализе аеротехничких конструкција”                               |
| др Гојко Суботић                                      | дело „Охридска сликарска школа ХV века”                                                     |
| проф. др Зоран Видаковић                              | дело „Маркс и савремени свет”                                                               |
| пук. проф. др Гојко Капор                             | дело „Психопатологије или поремећаји личности”                                              |
| доц. др Милан Ђорђевић и проф. др Срећко Недељковић   | дело „Срчани блок и пејсмејкери”                                                            |

Међу деветоро награђених за спорт и физичку културу су Зорица Ђурковић, кошаркашица, Слободан Живојиновић, аматерски првак Европе у тенису и Стојан Протић, новинар спортске рубрике „Политике Експрес”.

### 1982.
| Списак добитника Октобарских награда за 1982. годину:                                                                                         | Списак добитника Октобарских награда за 1982. годину: |
| Награђени | Област/Повод                                          |
| --- | ----------------------------------------------------- |
| Мома Димић | роман „Шумски грађани”                                |
| Владимир Маренић | ликовна и примењена уметност                          |
| Хор РТБ | музика                                                |
| арх.-и Маринко Божанић, Боривоје Јовановић, Милан Лојаница, Радисав Марић и Предраг Гагић                                                     | архитектура и урбанизам                               |
| Горан Марковић | филмска уметност                                      |
| Татјана Лукјанова | позориште                                             |
| др Вељко Омаљев, проф. др Димитрије Димитријевић и проф. Миодраг Секуловић                                                                    | математичко-физичке и техничке науке                  |
| др Марко Младеновић и проф. др Никола Милошевић                                                                                               | друштвене науке                                       |
| проф. др Драгољуб Ђајић, доц. др Светлана Орлов, ас. др. Бранка Мирковић, проф. др Миодраг Симоновић, др Душан Калић и проф. др Петар Правица | медицинске и биолошке науке                           |

### 1983.
| Списак добитника Октобарских награда за 1983. годину:  | Списак добитника Октобарских награда за 1983. годину:                       |
| Награђени                                              | Област/Повод                                                                |
| ------------------------------------------------------ | --------------------------------------------------------------------------- |
| Павле Угринов, књижевник                               | роман „Царство земаљско”                                                    |
| Даница Антић, сликар                                   | самостална изложба у Галерији КЦБ                                           |
| Душан Јанићијевић                                      | улога Боре у филму „Задах тела”                                             |
| Властимир Стојиљковић                                  | улога Крочеа у драми Луиђи Пирандела „Вечерас импровизујемо”, БДП           |
| др Радослав Аџић                                       | дело „Електрокаталитички ефекти атома страних метала”                       |
| проф. др Јован Тодоровић                               | пројект „Допринос развоју лабораторије за фрикционе материјале и механизме” |
| др Марко Поповић                                       | дело „Београдска тврђава”                                                   |
| др Жарко Папић                                         | дело „Самоуправно планирање”                                                |
| др Благоје Нешковић                                    | дело „Молекуларна биологија тумора”                                         |
| проф. др Никола Секуловић и проф. др Бранко Стефановић | дело „Тумори мозга и хипофизе у клиничкој неуроофталмологији”               |

Међу једанаесторо награђених за физичку културу су Миленка Сладић, чланица РК Раднички, Милош Милутиновић, тренер ФК Партизан и Рајко Жижић, кошаркашки репрезентативац.

### 1984.
Ове године су уведене награде за производни рад и новинарство.
| Списак добитника Октобарских награда за 1984. годину:                                                    | Списак добитника Октобарских награда за 1984. годину:                                    |
| Награђени                                                                                                | Област/Повод                                                                             |
| --- | ---------------------------------------------------------------------------------------- |
| Живојин Живојиновић, преводилац                                                                          | превод дела Марсела Пруста „У трагању за ишчезлим временом”                              |
| Бошко Рисимовић, сликар                                                                                  | самостална изложба у „Цвијети”                                                           |
| Милан Михајловић, композитор                                                                             | дело Нотурни                                                                             |
| Спасоје Крунић, архитекта                                                                                | зграда Командно-оперативног центра ГСУП                                                  |
| Александар Ђорђевић, режисер                                                                             | филм „Јагуаров скок”                                                                     |
| Вида Огњеновић                                                                                           | представа „Мефисто” Клауса Мана                                                          |
| др Живорад Чековић                                                                                       | дело „Региоселективне интрамолекулске функционализације неактивираних угљеникових атома” |
| др Бранислав Ђорђевић                                                                                    | дело „Коришћење водних снага”                                                            |
| др Јован Деретић                                                                                         | дело „Историја српске књижевности”                                                       |
| др Јованка Максимовић                                                                                    | дело „Српске средњовековне минијатуре”                                                   |
| др Новица Митић                                                                                          | дело „Овчарство”                                                                         |
| др Велибор Обрадовић                                                                                     | дело „Клиничка ехокардиографија”                                                         |
| Јован Хаџи-Костић                                                                                        | написи у рубрици „ТРН” у „Вечерњим новостима”                                            |
| група седам радника СОУР индустрија машина „Иво Лола Рибар” РО „Лола” - фабрика алатних машина, Железник | производни рад                                                                           |

Међу седморо награђених у области физичке културе су Светлана Дашић-Китић, чланица РК Раднички, Милорад Кривокапић, члан ВК Партизан, Милан Калина, члан РК Црвена Звезда.

## 1985-89.

### 1985.
| Списак добитника Октобарских награда за 1985. годину:                                                              | Списак добитника Октобарских награда за 1985. годину: |
| Награђени | Област/Повод                                          |
| --- | ----------------------------------------------------- |
| Слободан Благојевић                                                                                                | књижевност и преводилаштво                            |
| Раденко Мишевић | сликарство                                            |
| Александра Ивановић                                                                                                | музика                                                |
| Ранко Финдрик | архитектура                                           |
| Драган Николић | филмско и радио-телевизијско стваралаштво             |
| Ксенија Јовановић                                                                                                  | позоришна уметност                                    |
| др Бранислав Тодоровић и инж. Драган Ћурчија, др-и Милорад Ивковић, Живота Перишић, Мирко Аћић и Александар Паквор | математичко-физичке и техничке науке                  |
| др Милан Матић, др Александар Томин и др Милутин Ћоровић                                                           | друштвене науке                                       |
| др Иво Савић и др Богосав Солдатовић и др Милана Роловић                                                           | медицина и биологија                                  |
| Бранислав Ђуричић                                                                                                  | новинарство                                           |
| др Предраг Стошић и Данило Вукоје, КВ аутомеханичар ИМР                                                            | производни рад                                        |

Међу седморо награђених у области физичке културе су ватерполиста Драган Андрић и кошаркашица Загорка Почековић.

### 1986.
| Списак добитника Октобарских награда за 1986. годину:                                                                                           | Списак добитника Октобарских награда за 1986. годину: |
| Награђени | Област/Повод |
| --- | --- |
| Александар Ристовић | збирка песама „Слепа кућа и видовити станари” |
| Миодраг Рогић | самостална изложба у Галерији КЦБ |
| Иванка Лукатели | улога „Јелисавете” у истоименом балету Зорана Ерића |
| арх Милан Палишашки | реконструкција објекта Етнографског музеја |
| Гордан Михић | сценарио ТВ серије „Сиви дом” |
| Гојко Шантић | улога Дропца у представи „Путујуће позориште Шопаловић” ЈДП |
| др Божидар Поповић | дело „Поремећаји хелиоцентричних векторских елемената путања малих планета и комета”                                                                           |
| др Симеон Оки, Драгољуб Дакић, мр Бранислав Арсић, Милош Урошевић, др Љубомир Јовановић, Слободан Шикмановић, Борислав Грубор и Илија Ковачевић | пројекат „Истраживање сагоревања чврстих горива у флуидизованом слоју и развој технологије сагоревања у флуидизованом слоју”                                   |
| др Иван Стојановић | дело „Социјализам и тржиште” |
| др Славољуб Радоњић | дело „Психологија учења” |
| др Душан Б. Белеслин | дело „Централна дејства јона калцијума, јона магнезијума и јона литијума: диференцијација мускаринских холиноцептора помоћу јона калцијума и јона магнезијума” |
| др Војин Шуловић и др Дарко Плећаш | дело „РХ-фактор у трудноћи” |
| група осморо радника РО „Галеника” ООУР „Пластика и гума”                                                                                       | примена инвентивних решења у процесу производње |
| Србољуб Дрљача, КВ гасни заваривач из РО „Минел-Котлоградња” ООУР „Фабрика котлова”                                                             | производни и радни резултати |

Седморо у области физичке културе, међу којима су рукометаш Јовица Цветковић, ватерполиста Зоран Петровић, рукометашица Љубинка Јанковић-Ердевички, кошаркаши Зоран Радовић и Александар Ђорђевић.

### 1987.
| Списак добитника Октобарских награда за 1987. годину:                              | Списак добитника Октобарских награда за 1987. годину:                              |
| Награђени                                                                          | Област/Повод                                                                       |
| ---------------------------------------------------------------------------------- | ---------------------------------------------------------------------------------- |
| Бранислав Петровић                                                                 | књига „Изабране песме”                                                             |
| Олга Јанчић, вајар                                                                 | ретроспективна изложба у МСУ                                                       |
| Иво Погорелић, пијаниста                                                           | извођење Клавирског концерта у Б молу П. И. Чајковског у Сава Центру               |
| Петар Вуловић                                                                      | објекат СДК у Новом Београду, Тошин бунар 159                                      |
| Олга Станисављевић                                                                 | улога Марије у представи „Бечки танго” БДП                                         |
| Предраг-Пепи Лаковић                                                               | улога у филму „Стратегија швраке”                                                  |
| Ратомир Дамјановић, новинар 202-ке                                                 | извештаји, репортаже, коментари...                                                 |
| др Серафим Оприцовић                                                               | дело „Вишекритеријумска оптимизација”                                              |
| др Миленко Јовичић, др Богољуб Кршљак, др Радомир Вукасојевић и др Велимир Дробњак | дело „Обрада брушењем -идентификација карактеристика стања и оптимизација процеса” |
| др Гордана Бабић, др Војислав Кораћ и др Сима Ћирковић                             | дело „Студеница”                                                                   |
| др Владан Јовашевић                                                                | дело „Савремени капитализам - општа економска теорија”                             |
| др Миленко Ристић                                                                  | дело „Хирургија јетре и жучних путева”                                             |
| група 11 аутора                                                                    | књига „Болести уста и зуба у становништву Београда”                                |
| Радоје Ристовић, КВ аутомеханичар у РО „21. мај” - ООУР „Аутокућа”                 |                                                                                    |
| група седам радника СОУР „Иво Лола Рибар” РО „Лола - Фабрика деформационих машина” | направљена и монтирана линија тешких хидрауличких двостубних ковачких преса        |

Међу седморо награђених из области физичке културе су атлетичар Слободан Поповић, кошаркаш Горан Грбовић и кошаркашица Анђелија Арбутина.

### 1988.
| Списак добитника Октобарских награда за 1988. годину:                                            | Списак добитника Октобарских награда за 1988. годину:                                 |
| Награђени                                                                                        | Област/Повод                                                                          |
| ------------------------------------------------------------------------------------------------ | ------------------------------------------------------------------------------------- |
| Александар Дероко, архитекта и историчар уметности                                               | целокупно стваралаштво                                                                |
| Иван Лалић, књижевник                                                                            | избор песама и збирка „Песме”                                                         |
| проф. Момчило Антоновић, сликар                                                                  | ретроспективна изложба у неколико градова                                             |
| Милован Витезовић, књижевник                                                                     | сценарио ТВ серије „Вук Караџић”                                                      |
| Јован Колунџија, виолиниста                                                                      | извођење концерта за виолину и оркестар Ивана Јефтића на КНУ                          |
| Танасије Узуновић, драмски уметник                                                               | улога у представи „Ружење народа у два дела”                                          |
| Звонко Логар, новинар „Политике”                                                                 | написи у рубрици „Суочавања”                                                          |
| Реља Костић, архитекта                                                                           | Конаци „Сунчани врхови”, ентеријер хотела „Интерконтинентал” и ресторан „Мек Доналдс” |
| петорица радника ИМ Раковица                                                                     | конструкција двоцилиндричног мотора                                                   |
| проф. Мирослав Гашић                                                                             | дело „Биолошки активна једињења морских сунђера”                                      |
| др Слободан Маринковић, др Александар Илић, мр Милан Милосављевић и мр Владимир Костић           | дело „Функционална и топографска неуроанатомија”                                      |
| проф.-и Драгослав Митриновић и Петар Васић                                                       | монографија „Средине и са њима повезане неједнакости”                                 |
| др Драгослав Петровић                                                                            | селекција биља и одабир осам нових сорти пшенице                                      |
| проф. Љубиша Адамовић                                                                            | дело „Интеграција и дезинтеграција светске привреде”                                  |
| др Ђорђе Станковић                                                                               | дело „Искушења југословенске историографије”                                          |
| 17 омладинаца; мешовити хор ФМУ, Симфонијски оркестар ФМУ и група ученика ОШ „Светозар Марковић” | стваралаштво младих                                                                   |

### 1989.
| Списак добитника Октобарских награда за 1989. годину:                                                  | Списак добитника Октобарских награда за 1989. годину:        |
| Награђени                                                                                              | Област/Повод                                                 |
| --- | ------------------------------------------------------------ |
| проф. др Михаило Марковић, филозоф                                                                     | целокупно стваралаштво                                       |
| Радован Поповић                                                                                        | монографија „Живот Меше Селимовића”                          |
| Љубомир Симовић                                                                                        | драма у стиховима „Бој на Косову”                            |
| Милорад Бата Михаиловић                                                                                | изложба у галерији САНУ                                      |
| Душан Ковачевић                                                                                        | сценарио филма „Сабирни центар”                              |
| Рајко Максимовић                                                                                       | дело „Пасија светог кнеза Лазара”                            |
| Стојан Дечермић                                                                                        | улога Роберта у представи „Живот и позориште” Дејвида Мамета |
| Љубомир Здравковић и Слободан Дрињаковић                                                               | пројект адаптације и доградње Народног позоришта у Београду  |
| др Бранислав Голднер, др Божа Трбојевић и акад. проф. др Борислав Божовић (постх.)                     | медицинске и биолошке науке                                  |
| проф. др Милан Курепа, др Бранка Чобић и др. Владимир Бошњаковић                                       | математичке, техничке и физичке науке                        |
| др Раде Михаљчић                                                                                       | дело „Јунаци косовске легенде”                               |
| Слободан Јовановић, гл. и одг. ур. „Политике Експрес” и Милош Јевтић, аутор „Госта Другог програма РБ” | новинарство                                                  |
| Сеад Салихбеговић, маш. инж. у „Икарусу”                                                               | производни рад                                               |

## 1990-94.

### 1990.
| Списак добитника Октобарских награда за 1990. годину:                                               | Списак добитника Октобарских награда за 1990. годину:                                                   |
| Награђени                                                                                           | Област/Повод                                                                                            |
| --------------------------------------------------------------------------------------------------- | --- |
| проф. Душан Трбојевић, пијаниста                                                                    | целокупно стваралаштво                                                                                  |
| Светлана Бојковић, драмска уметница                                                                 | улога Белизе у представи „Учене жене” Молијера и Касандре у представи „Орестија” Есхила                 |
| Вера Божичковић-Поповић, сликар                                                                     | ретроспективна изложба у Бијељини                                                                       |
| арх.-и Слободан Лазаревић и Бранислав Митровић                                                      | пројект и реализација згграде ФЛУ у Београду                                                            |
| Александар Маџар, пијаниста                                                                         | рецитал на КНУ                                                                                          |
| академик Дејан Медаковић                                                                            | дело „Ефемерис - хроника једне породице”                                                                |
| Слободан Ракитић, књижевник                                                                         | збирка песама „Тапије у пламену”                                                                        |
| проф. др Михаило Ђурић                                                                              | дело „Мит, наука и идеологија”                                                                          |
| проф. др Дражен Зимоњић, др Надежда Савковић и др Марко Анђелковић                                  | дело „Генотоксични агенси”                                                                              |
| академик Павле Ивић                                                                                 | |
| прим. др Радослав Нинковић                                                                          | дело „Материнство”                                                                                      |
| др Софија Саџаков и мр Миодраг Дачић                                                                | монографија „Београдски каталог двојних звезда”                                                         |
| доц. др Драгослав Шумарац и проф. др Душан Крајчиновић                                              | дело „Основи механике лома”                                                                             |
| Стеван Станић, новинар и публициста                                                                 | текстови објављени у НИН-у и дело „Стара гарда”                                                         |
| проф. др Милан Студовић, мр Драган Стевановић, Владимир Стевановић, Жарко Павловић и Бранимир Весић | изучавање кинетике процеса и понашања опреме за акумулацију топлотне енергије механизмом фазног прелаза |

Међу петоро награђених у области физичке културе су кошаркашки селектор Душан Ивковић и атлетичар Драгутин Топић.

### 1991.
| Списак добитника Октобарских награда за 1991. годину:                                            | Списак добитника Октобарских награда за 1991. годину:               |
| Награђени                                                                                        | Област/Повод                                                        |
| ------------------------------------------------------------------------------------------------ | ------------------------------------------------------------------- |
| акад. Миодраг Павловић, књижевник                                                                | животно дело                                                        |
| Београдски гудачки оркестар „Душан Сковран” и диригент проф. Александар Павловић                 | концерт у КНУ у оквиру југословенско-британске недеље               |
| Драгомир Брајковић, књижевник                                                                    | књига песама „Ватра рукама”                                         |
| Војислав Брајовић, глумац                                                                        | улога Матамора у представи „Позоришне илузије” ЈДП                  |
| Светлана Велмар-Јанковић, књижевник                                                              | роман „Лагум”                                                       |
| проф. др Вујо Вукмирица                                                                          | дело „Капитал и социјализам ?”                                      |
| Нандор Глид, вајар                                                                               | споменик посвећен јеврејским жртвама нацистичког геноцинда у Србији |
| др Динко Давидов                                                                                 | дело „Хиландарска графика”                                          |
| Коста Димитријевић, новинар „Политике”                                                           | ауторска рубрика „Из старог Београда” и други радови                |
| Зоран Јовановић, редитељ                                                                         | анимирани филм „”                                                   |
| проф. др Мирјана Крстић, проф. др Ана Петровић, проф. др Даринка Станишић-Синобад и Злата Стошић | дело о стоматолошкој протетици                                      |
| група седморо инжењера                                                                           | реализација новог хибридног реакторског система у „Винчи”           |
| акад. Петар Стевановић, геолог                                                                   | дело „Зборник о Понтинском кату Западног Паратетиса”                |
| проф. др Милорад Тадић и асист. др Петар С. Милосављевић                                         | дело „Acropodium bovis - клиника, патологија, терапија”                             |
| проф. др Димитрије Тјапкин, проф. др Рифат Рамовић, доц. Витомир Милановић и дoц. Зоран Иконић   | физичка електроника полупроводника                                  |

Међу петоро награђених из области физичке културе су шахисткиња Наташа Бојковић, стрелац Горан Максимовић, ватерполо тренер Никола Стаменић и стрелац Јасна Шекарић.

### 1992.
| Списак добитника Октобарских награда за 1992. годину:                                              | Списак добитника Октобарских награда за 1992. годину:   |
| Награђени                                                                                          | Област/Повод                                            |
| -------------------------------------------------------------------------------------------------- | ------------------------------------------------------- |
| акад. Милорад Павић, књижевник                                                                     | целокупно стваралаштво                                  |
| Момо Капор                                                                                         | књига „Хало Београд (011)”                              |
| Бранислав Живковић, сликар конзерватор                                                             | монографија „Споменици српског сликарства средњег века” |
| Ашхен Атаљанц, балерина                                                                            | музичко-сценске уметности                               |
| Зоран Ерић, композитор                                                                             | музика                                                  |
| Предраг Ејдус, драмски уметник                                                                     | позориште                                               |
| Слободан - Бода Марковић, редитељ                                                                  | РТВ стваралаштво                                        |
| Предраг Милојевић                                                                                  | новинарство                                             |
| др Василије Крестић и проф. др Ненад Хавелка                                                       | друштвене науке                                         |
| проф. др Марија Јанчић Згурицас, др Милан Јевремовић, др Милан Терзић и проф. др Славко Симеуновић | медицинске науке                                        |
| др Љубодраг Тановић, проф. др Зоран Протић и мр Милош Недељковић                                   | техничке науке                                          |

Међу петорицим награђених за физичку културу су атлетичар Слободан Бранковић и кошаркашки тренер Желимир Обрадовић.
Није додељена награда за филм.

### 1993.
| Списак добитника Октобарских награда за 1993. годину:                                                         | Списак добитника Октобарских награда за 1993. годину:                      |
| Награђени | Област/Повод                                                               |
| --- | -------------------------------------------------------------------------- |
| акад. Антоније Исаковић                                                                                       | целокупно књижевно стваралаштво                                            |
| Јован Радуловић, књижевник                                                                                    | књига „Драме”                                                              |
| Милорад Ђурић, књижевник                                                                                      | књига песама „Ругалице”                                                    |
| Јелисавета Сека Саблић, драмска уметница                                                                      | улоге Турусине у „Колу мудрости” и Доти у „Иза кулиса”                     |
| Сретен Крстић, виолиниста и Љубинка Костовић, пијанисткиња                                                    | концерт 27. маја у Коларчевој задужбини                                    |
| Драгош Калајић, сликар                                                                                        | самостална изложба у Будви и Сремским Карловцима                           |
| Божидар Калезић, редитељ                                                                                      | ТВ документарци „Епилог о породици Мицић” и „Балада о животу”              |
| проф. др Владан Вучковић                                                                                      | дело „Општа теорија електричних мрежа”                                     |
| др Драгомир Давидовић и др Драгутин Лаловић                                                                   | радови из области заснивања квантне механике                               |
| проф. др Ненад Јанићијевић                                                                                    | монографија „Аутоматско управљање моторним возилима”                       |
| др Зоран Јовановић, театролог                                                                                 | монографија „Ковачевић”                                                    |
| др Радивој Радић, византолог                                                                                  | књига „Време Јована V Палеолога”                                           |
| др-и Жарко Пилић, Небојша Радуновић, Љубинка Радуновић, Александар Станковић, Александар Љубић и Дарко Плећаш | рад „Фетална патологија”                                                   |
| Бојана Исаковић                                                                                               | аутор пројекта и изложбе „Геноцид над српским народом 1941-45 и 1991-1992” |

Међу петоро награђених из области физичке културе су атлетичар Драган Перић, каратисткиња Татјана Петровић и кошаркашки тренер Владислав Лучић.
Антоније Исаковић је вратио признање одмах након доделе: у ужем избору за награду је била књига приповедака „Шаке” његове супруге Лепосаве Миланин; жири је сматрао да „није згодно” да двоје из исте породице добију награду, што је Исаковић оценио ускогрудим и вратио своју награду.

### 1994.
| Списак добитника Октобарских награда за 1994. годину:                   | Списак добитника Октобарских награда за 1994. годину:              |
| Награђени                                                               | Област/Повод                                                       |
| ----------------------------------------------------------------------- | ------------------------------------------------------------------ |
| проф. Александар Павловић, диригент                                     | животно дело                                                       |
| Мирослав Јосић Вишњић, књижевник                                        | роман „Приступ у светлост”                                         |
| Света Лукић, књижевник                                                  | дело „Бивши Београд”                                               |
| Радош Љушић, историчар                                                  | дело „Књига о Начертанију”                                         |
| Вида Јоцић, академски вајар                                             | самостална изложба „Апел”                                          |
| Константин Костјуков, првак балета НП                                   | улога господара у представи „Шехерезада”                           |
| Иван Бекјарев, глумац                                                   | улоге у представама „Терговци” и „Побратим”                        |
| Здравко Шотра, редитељ                                                  | филм „Дневник увреда 1993”                                         |
| др Зоран Вукашиновић и девет сарадника                                  | дело „Обољење дечјег кука”                                         |
| проф. др Богомир Мршуља и доц. др Владимир Костић                       | монографија „Неурохемија у неуролошким болестима”                  |
| проф. др Милош Јанићијевић и пет сарадника                              | дело „Тумори мозга”                                                |
| проф. др Симеон Оки                                                     | монографија „Сагоревање у флуидизованом слоју - процеси и примена” |
| др Жарко Спасић, мр Љиљана Димитријевић-Марковић, мр Мирослав Филиповић | дело „Информациона интеграција предузећа”                          |
| проф. др Димитрије Авакумовић                                           | дело „Хидротехничке мелиорације - наводњавање”                     |
| Драгослав Савић, новинар                                                | серије емисија на Радио Београду                                   |

Међу петоро награђених у области физичке културе је шахиста Игор Миладиновић.

## 1995-96.

### 1995.
| Списак добитника Октобарских награда за 1995. годину: | Списак добитника Октобарских награда за 1995. годину:                                        |
| Награђени | Област/Повод                                                                                 |
| --- | -------------------------------------------------------------------------------------------- |
| Јован Ћирилов | целокупно стваралаштво                                                                       |
| Љубивоје Ршумовић | књига „Буквар дечјих права”                                                                  |
| Добрица Ерић | збирка песама „Разапета земља”                                                               |
| проф. др Петар Волк | дело „Писци националног театра од 1835. до 1994. године”                                     |
| Милан Циле Маринковић | изложба слика у СКЦ                                                                          |
| Лазар Ристовски | улога у филму „Подземље”                                                                     |
| проф. др Светислав Божић | концерт у Народном музеју                                                                    |
| проф. др Момчило Спремић | дело „Деспот Ђурађ Бранковић и његово доба”                                                  |
| проф. др Димитрије С. Јанковић | монографија „Зглобни преносници”                                                             |
| проф. др Јован Д. Васиљевић и доц. др Милутин Мирић | дело „Вирусни миокардитис и долатациона кардиомиопатија”                                     |
| проф. др Стеван Матијашевић | монографија „Клиничка репродуктивна ендокринологија - функционални стерилитет” и „Менопауза” |
| др Синиша Врећица и др Раде Живаљевић | математичке науке                                                                            |
| проф. др Васкрсија Јањић | монографија „Хормонски хербициди”                                                            |
| дипл. инг. арх. Весна Вујица | пројекат доградње простора Завода за израду новчаница Београд                                |
| дипл. грађ. инж. Мирко Матијевић, дипл. инг. арх. Мирослава Ковачевић, дипл. грађ. инж. Ладислав Халда, дипл. ел. инг. Звонко Алашевић и дипл. грађ. инг. Александар Боградновић | реализација подземне железничке станице Вуков споменик                                       |

### Крај
Након протеста 1996-97. за признање резултата локалних избора, дошло је до промене на челу града. Нове власти су биле антикомунистички настројене, па је Октобарска награда 1997. укинута (најављивано је да ће свечаности бити пренете на 8. јануар, што је годишњица ослобођења Горњег града Београдске тврђаве 1807).